# Tanzschwarm
Der Ausdruck Tanzschwarm bezeichnet eine Versammlung bestimmter Fluginsekten, die in der Luft auf- und abfliegen und dabei durch ihren Flügelschlag einen artcharakteristischen Summton erzeugen, der das andere Geschlecht anlockt. Solche Tanzschwärme sind zum Beispiel von Tanzfliegen, Zuckmücken, Wintermücken oder Köcherfliegen bekannt. Tanzschwärme können je nach Art nur von einem Geschlecht (meist den Männchen) oder von beiden Geschlechtern gebildet werden.
Besonders eindrucksvolle Tanzschwärme bilden Zuckmücken über markanten Geländemarkierungen. Durch das massenhafte Auftreten dieser Mücken wirken diese Schwärme wie Rauchsäulen. Die kleinen Tanzschwärme von Aedes vexans befinden sich meist nur in zwei Meter Höhe, Tanzschwärme von Zuckmücken können hingegen bei gutem Wetter auch in Höhen von hundert Metern reichen.
Tanzschwärme können meist im Sommer beobachtet werden, sie kommen aber auch in der kalten Jahreszeit vor wie beispielsweise bei den Wintermücken (Trichoceridae). 